# Michael D. Cohen
Michael D. Cohen, född 22 november 1975 i Winnipeg i Manitoba, är en kanadensisk skådespelare. Han är mest känd för att ha spelat rollen som Schwoz Schwartz, i Nickelodeonserien Henry Danger, som sändes mellan åren 2014 och 2020. Han spelar också denna roll i seriens två spinoffserier, det vill säga Kid Dangers äventyr och Danger Force.

## Filmografi (i urval)
- 2014 – Whiplash
- 2017 – Suburbicon
- 2018 – An Evening with Beverly Luff Linn
- 2020 – Disclosure – transsexualitet i filmvärlden

### TV-serier
| - 2002 – Henriks värld (TV-serie) - 2003 – JoJos cirkus (TV-serie) - 2006 – Time Warp Trio (TV-serie) - 2009 – My Name Is Earl (TV-serie) - 2009 – Eastwick (TV-serie) - 2010 – Magi på Waverly Place (TV-serie) - 2011 – Modern Family (TV-serie) - 2012 – Två panka tjejer (TV-serie) - 2013 – Austin och Ally (TV-serie) - 2013–2014 – Kickin' It (TV-serie) | - 2014–2020 – Henry Danger (TV-serie) - 2015 – Backstrom (TV-serie) - 2016 – The Real O'Neals (TV-serie) - 2017 – Powerless (TV-serie) - 2017 – Angie Tribeca (TV-serie) - 2018 – Game Shakers (TV-serie) - 2018 – Kid Dangers äventyr (TV-serie) - 2019 – All that (TV-serie) - 2019 – Vampyrina (TV-serie) - 2020–nutid – Danger Force (TV-serie) |